# 学校のセイイキ
『学校のセイイキ』（がっこうのセイイキ）は、日本のゲームブランド・fengから2016年11月25日に発売された18禁恋愛アドベンチャーゲームである。本作は2016年の萌えゲーアワードにおいて、エロス系作品賞PINK部門の金賞を受賞している。

## 作品構成・制作
本作は、2014年の『彼女のセイイキ』、2015年の『妹のセイイキ』に続く、ゲームブランドのfengによる「セイイキシリーズ」の第3弾にあたる。ヒロインとの純愛を描いたアドベンチャーゲームで、1人のヒロインとの恋愛を描いた同シリーズの過去2作とは異なり、今作では攻略対象のヒロインが2名に増えている。
本作の原画は涼香が担当しており、SDキャラはなちゅらるとんが手掛けた。シナリオはなかひろによって執筆され、Hシーンの場面は芳井一が担当している。作品の主題歌は山崎もえが歌唱しており、オープニングテーマ「片想いのメロディを」の作詞・編曲を堀江晶太が、作曲を鶴丸雄太が担当している。対してエンディングテーマ「JUMPING TO DAYS!」は作詞を堀江が、作曲・編曲を鶴丸が手掛けている。

## ストーリー
主人公の名瀬 陽平はオタク文化が好きな留学生の鳳 マイカと親しい仲になり、2人でのアキバ散策を楽しんでいた。しかし、マイカが帰国しなければならない身であることを知った主人公は、日本に滞在したいというマイカの本心を汲み取り、自身の姉であり学園の先生を務める名瀬 やえかに協力を仰ぐ。

## 登場人物
名瀬 陽平（なせ ようへい）
本作の主人公。
鳳 マイカ（おおとり まいか）
声：奏雨
陽平のクラスメイトに当たる留学生で、ハーフの女の子。日本のサブカルチャーに興味があり、しばしばアキバで遊んでいる。猫耳のついたパーカーをよく身に着けている。
名瀬 やえか（なせ やえか）
声：加賀ヒカル
陽平の姉。学園でクラス担任を務めている。学園では真面目な女教師として通っているが、プライベートではだらけた一面を見せる。
秋善 冬華（あきよし ふゆか）
声：遥そら
陽平の小学校時代の同級生。本作では攻略対象外。
名瀬 ゆかな（なせ ゆかな）
声：秋野花
陽平の妹。兄に素直になれずきつく接する時があるが、その後は決まって自己嫌悪に陥る。本作では攻略対象外。

## 反響
本作は発売後、2016年の萌えゲーアワード・エロス系作品賞PINK部門において金賞を獲得している。本作は前作『妹のセイイキ』とは対照的にヒロインに卑語を喋らせるようなテキストで制作されたが、fengによればこれについてユーザからの賛否両論があったと明らかにしている。またデザインスタジオ威風堂の高木敬介は、講評としてHシーンの多さやヒロインの魅力的なキャラクター性について特筆し、前作までの流れを汲んだ作品構成を評価している。さらに高木は『学校のセイイキ』を純愛系作品賞部門に推すユーザの声もあったと指摘し、前々作『彼女のセイイキ』が話題賞を獲得したことにも触れつつも「セイイキシリーズ」が多様な需要層に応えた内容になっていると述べた。
また、ゲーム作品などの販売を行うサイト「Getchu.com」では、作品の発売月である2016年11月のセールスランキングにおいてブランド・ASa Projectによる『スキとスキとでサンカク恋愛』に次ぐ2位を獲得しており、2016年の年間ランキングでは25位に位置している。同サイトで開催されたユーザによる投票企画「美少女ゲーム大賞2016」では、『学校のセイイキ』がエロ部門の3位にランクインし、キャラクター部門では主人公の姉に当たる「名瀬 やえか」が18位を獲得した。